# جت-۲۰۰۰
جت-۲۰۰۰ (به انگلیسی: Jet-2000) یک شرکت هواپیمایی است که در ۱۹۹۹ میلادی تأسیس شده‌است. دفتر مرکزی جت-۲۰۰۰ در مسکو، روسیه واقع شده‌است.